# Cybiosarda elegans
Cybiosarda elegans (Serventy, 1948) è un pesce osseo marino della famiglia Scombridae. Si tratta dell'unica specie del genere Cybiosarda.

## Descrizione
L'aspetto generale ricorda quello della palamita, relativamente tozzo e molto compresso, con bocca grande incisa orizzontalmente. Le pinne dorsali sono due, contigue: la prima è triangolare, alta e di altezza decrescente, la seconda è più piccola e falcata. La pinna anale è simile alla seconda dorsale, in posizione leggermente arretrata. Il peduncolo caudale è sottile con tre carene ben sviluppate nella parte terminale; sul lato dorsale sono presenti 8-10 pinnule, su quello ventrale sono 6-7. Le pinne pettorali sono piccole. Le scaglie sono presenti solo in un'area anteriore toracica (corsaletto) e lungo le basi delle pinne. Vescica natatoria assente.
Il colore del dorso è blu scuro con macchie nere allungate, il ventre e i fianchi sono chiari con strisce longitudinali scure simili a quelle del tonnetto striato. La prima pinna dorsale è nera tranne nell'estrema parte posteriore che è bianca. La seconda dorsale e la pinna anale sono gialle.
La taglia massima è di 45 cm ma normalmente misura al massimo 35 cm. Il peso massimo noto è di 2 kg.

## Distribuzione e habitat
C. elegans è diffusa esclusivamente nelle acque dell'Australia centrale e settentrionale e del sud della Nuova Guinea.
È un pesce pelagico che vive in acque costiere.

## Biologia
Specie gregaria che forma banchi numerosissimi, anche di centinaia di esemplari. Per il resto la biologia di questa specie può dirsi ignota.

## Pesca
Non esiste una vera e propria pesca commerciale o sportiva a C. elegans ma viene catturata casualmente o per essere usata come esca per i Lutjanidae, i marlin o gli squali.

## Conservazione
Questa specie viene classificata dalla IUCN come a rischio minimo di estinzione dato che sembra essere comune in tutto l'areale e che non è soggetta ad una forte pressione di pesca.